# 김덕수 (축구 선수)
김덕수(한국 한자: 金德洙, 1987년 4월 24일 ~ )는 대한민국의 축구 선수이며 포지션은 골키퍼이다. 현재 대한민국 K3리그 시흥시민축구단에서 활약하고 있다.

## 클럽 경력
2010년 우석대학교를 졸업한 후 K리그 드래프트에 지원하지 않고 내셔널리그 목포시청에 입단하였으나 2경기 출전에 그친 채 2011년 팀을 떠났다.
2012년 챌린저스리그 고양 시민축구단에 입단하여 주전 골키퍼로 1시즌 간 활약하였다.
2013 K리그 드래프트에서 부천 FC에 지명되어 프로 무대에 첫 발을 디뎠으며 같은 해 6월 21일 K리그 올스타전에 출전하였다. 그후 꾸준히 경기에 출전했지만 2014 K리그 드래프트의 여파로 방출당했다.
그 후, 2016년에 K3리그 김포 시민축구단에 입단하였다.
2017시즌을 앞두고 파주 시민축구단으로 이적했다.
2022시즌을 앞두고 시흥시민축구단에 입단했다.